# افراسیاب
افراسیاب شاه اسطوره‌ای توران پسر پشنگ در شاهنامه است. همچنین نام شهری باستانی است که در محل سمرقند کنونی وجود داشت. افراسیاب وزیر خردمندی داشت به نام پیران ویسه. افراسیاب سرانجام به دست کیخسرو کشته شد. نخستین یادکرد از افراسیاب در شاهنامه در جریان جنگ پشنگ است که در آن جنگ افراسیاب از سمت پدرش پشنگ به فرماندهی سپاه توران منصوب شده بود و توانست دهستان پایتخت نوذر را اشغال کند، همچنین افراسیاب در آن جنگ برادر خردمند خود اغریرث را می‌کشد.
یکی از یادکردهای دیگر شاهنامه از افراسیاب زمانی است که کیکاووس به هاماوران رفته و اسیر گشته و رستم هم برای نجات کاووس به هاماوران رهسپار شده‌است و در آن زمان افراسیاب که چشم کاووس و رستم را دور دیده می‌آید و ایران را تسخیر می‌کند اما رستم در ره بازگشت افراسیاب را از ایران بیرون می‌کند. همچنین زمانی که سهراب به ایران لشکرکشی می‌کند او بارمان وهومان را مأمور می‌کند تا مانع آشنایی پدر و پسر گردند. او در داستان سیاوش به ایران لشکرکشی می‌کند و سیاوش به همراه رستم به جنگ سپاه توران می‌رود. اما در نهایت پس از شکست اول گرسیوز را برای مذاکرات صلح می‌فرستد و با شرط رستم و سیاوش مبنی بر فرستادن صد گروگان از اقوام خود موافقت می‌کند. پس از آن رستم برای اینکه کیکاووس صلح را تأیید کند به پایتخت می‌رود ولی کاووس نه تنها صلح را نمی‌پذیرد بلکه حتی دستور صادر می‌کند صد گروگان کشته شوند. رستم حاضر به پذیرش خواسته شاه نمی‌شود و به همین دلیل کاووس او را از فرماندهی لشکر عزل و توس را به جای پور دستان منصوب می‌کند. سیاوش که حاضر به بد قولی نیست زنگه شاوران را دستور می‌دهد که صد نفر را بازگرداند و خود نیز به توران پناه می‌برد. افراسیاب ابتدا میانه ای بسیار خوب با سیاوش پیدا می‌کند ولی بعضی از اطرافیان او همانند گرسیوز برادر وی علیه سیاوش توطئه می‌کنند و افراسیاب رای به قتل شاهزاده ایران می‌دهد. این اتفاقات سر آغاز انتقام جویی ایرانیان و جنگ‌های فراوانی که بین دو کشور بر سر قتل سیاوش اتفاق می‌افتد است و در آخرین این جنگ‌ها یعنی جنگ بزرگ کیخسرو وی توسط کیخسرو که فرزند سیاوش و فرنگیس دختر افراسیاب بود، کشته می‌شود.

## افراسیاب در اوستا

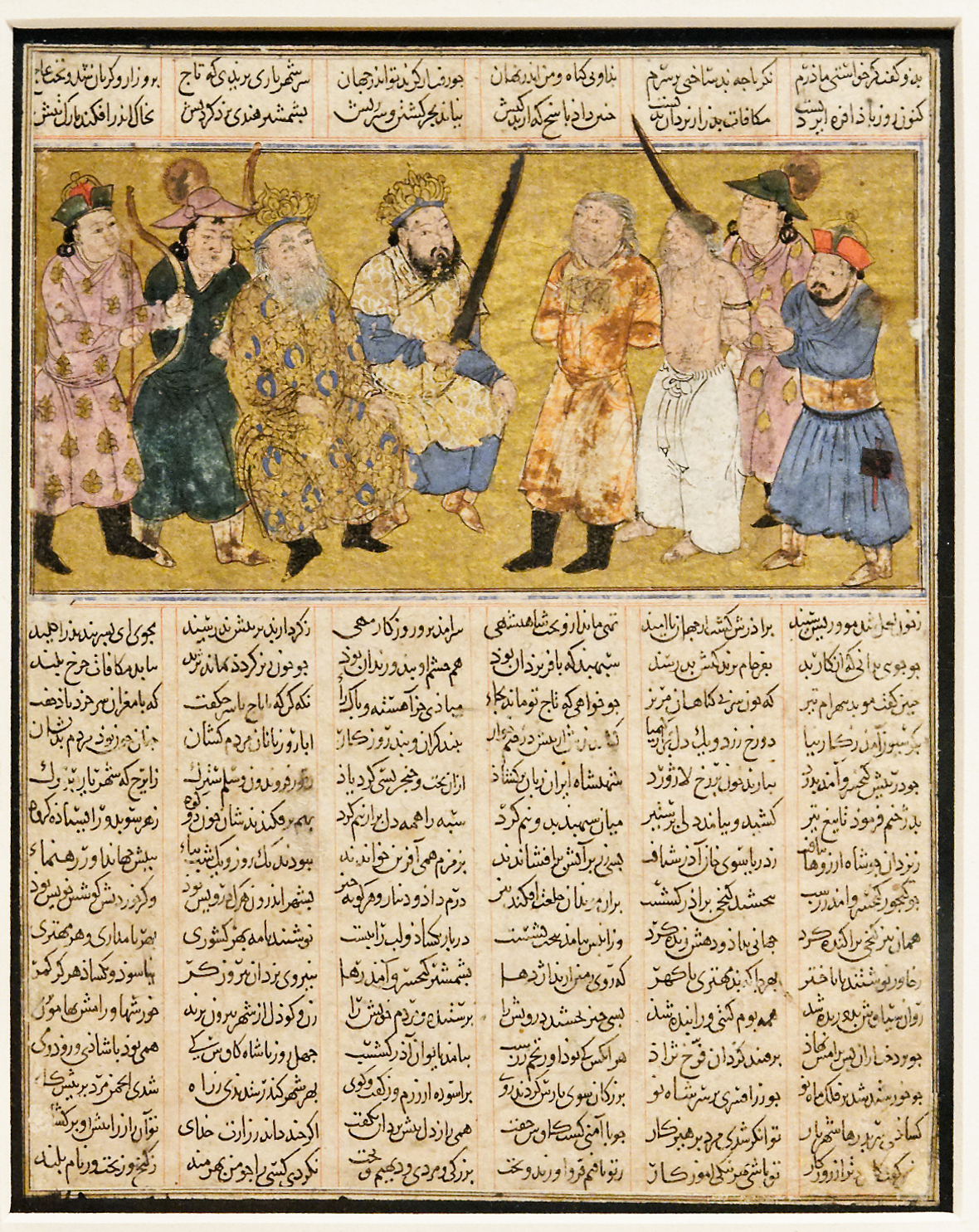
کیخسرو، افراسیاب را به کین پدرش سیاوش می‌کشد. برگی از شاهنامه متعلق به سده ۱۴ میلادی (دوره ایلخانی). محل نگهداری: موزه متروپولیتن نیویورک

نام افراسیاب در اوستا(𐬟𐬭𐬀𐬢𐬭𐬀𐬯𐬌𐬌𐬀𐬥 فْرنگْرَسیَن) به معنی هراس‌انگیز یا کسی که به هراس می‌افکند است.∗ برخی متون کهن اوستا افراسیاب را آپاسیاْکوی می‌نامند. این اصطلاح در زبان اوستایی به معنی قاتل و راهزن است.

## افراسیاب در متون فارسی میانه
صورت پهلوی نام او فْراسیاو یا فْراسیاب یا فْراسیاپ است. ∗

## افراسیاب در شاهنامه
پشنگ پدر افراسیاب اطلاع یافت منوچهر شاه ایران از دنیا رفت و به‌جای او پسرش نوذر بر تخت ایران جلوس کرد. پشنگ فرصت را غنیمت شمرد تا کین تور (نیازداشم) را از ایرانیان بستاند. به همین سبب تمام نامداران و جنگاوران توران را گرد خویش جمع کرد خبر مرگ شاه ایران را اعلام نمود و حمله به ایران را به مشورت گذاشت. در آن زمان افراسیاب جوانی ماجراجو بود که از ایدهٔ پدر استقبال نمود و فرماندهی سپاه توران را بر عهده گرفت با سپاهی عظیم عزم ایران نمود. افراسیاب برادری داشت بنام اغریرث که با حمله مخالف بود و عقیده داشت اگر منوچهر مرده جایش گرگ پیر سام زنده است و با وجود او شکست ایرانیان محال است اما پشنگ نظر او را رد کرد و گفت در این حمله تابع برادرش افراسیاب سپهسالار توران باشد.
| همه نامداران کشورش را        |  | بخواند و بزرگان لشکرش را   |
| چو ارجسپ و گرسیوز و بارمان   |  | چو کلباد جنگی هژبر دمان    |
| سپهبدش ویسهٔ تیز چنگ          |  | که سالار بُد بر سپاه پشنگ   |
| جهان پهلوان پورش افراسیاب    |  | بخواندش درنگی و آمد شتاب   |
| سخن راند از تور و از سلم گفت |  | که کین زیر دامن نشاید نهفت |

سپس سپاه توران به فرماندهی افراسیاب به ایران لشکرکشی می‌کند و موفق به اشغال پایتخت ایران دهستان می‌شود. در پایان جنگ افراسیاب برادر خود اغریرث به جرم آزاد کردن اسیران ایرانی می‌کشد.
در زمان پادشاهی گرشاسپ پسر زو تهماسپ افراسیاب با اینکه پدرش پشنگ موافق نبود به ایران حمله‌ور شد.
نزول یا هبوط افراسیاب به جهان زیرین مطلب مهمی‌ست که چه در منابع اساطیری و چه در شاهنامه بدان برمی‌خوریم. افراسیاب در هنگ خویش به جهان زیرین نزول می‌کند یا در تگ دریاچهٔ چیچست پنهان می‌گردد یا به روایت اوستا به دنبال فرّه به قعر دریای کیهانی فراخکرت یا پیش‌نمونهٔ همهٔ آب‌ها که بنش به چیچست راه دارد، فرومی‌رود. نخستین کسی که به این نزول در منابع اسطوره‌ای پرداخت، ه.س. نیبرگ در کتاب دین‌های ایران باستان است. در یکی از قطعات اوستایی به نام ائوگمدئچا (بند ۶۰) آمده‌است: «کسی از چنگال مرگ رهایی نیابد، نه کسی که مانند کی‌کاووس به گردش آسمان پرداخت و نه کسی که مانند افراسیاب تورانی خود را در تک زمین پنهان کرد و در آنجا کاخی آهنین به بلندی هزار قد آدمی با صد ستون ساخت.» نزول افراسیاب در شاهنامه با وضوح بیشتری دو بار در متن شاهنامه مطرح است و نخستین بار توسط سهند آقایی در پژوهش «شمنیسم ایرانی» به‌صورت جامع بدان پرداخته شده‌است. اولین نزول افراسیاب در در دل کوه و هنگام ناله‌اش به درگاه پروردگار در پایان داستان جنگ بزرگ کیخسرو به چشم می‌رسد و دومین نزول افراسیاب همان گریختن او به بن دریاچهٔ چیچست است یعنی همان دمی که از بند هوم پارسا می‌گریزد. آقایی در تحلیل کل قضیه یعنی در شناخت تازهٔ مسئلهٔ نزول افراسیاب به جهان زیرین که با تحقیق ایرانشناسانی چون نیبرگ و مری بویس آغاز شده بود، سرشت اساطیری روایت اسطوره‌ای و شاهنامه‌ای قصه را بازمی‌شناسد و آن را در دل مجموعهٔ بزرگ «شمنیسم ایرانی» قرار می‌دهد چنان‌که باید حتماً درین بحث به موضوعاتی چون «پرواز جادویی» و ثنویت سپید و سیاه متن حماسهٔ ملی نیز پرداخته شود. درواقع در اینجا در برابر نزول افراسیاب، مسئله غیبت و عروج کیخسرو مطرح است و آقایی این ثنویت را در کتاب خود با ساختارهای شمنی قصه‌های شاهنامه بارها نشان داده‌است چنان‌که از نزول دیو سپید دربرابر صعود رستم در هفت‌خان نیز سخن گفته‌است. در بحث نزول‌های شاهنامه که طبیعتاً توجه ما را به اجزای گوناگون ثنویتی در متن حماسهٔ ملی می‌رساند، به پرواز جادویی و نزول / هبوط شمن آلتایی در شمنیسم آسیایی تا تجربهٔ نزول شمن‌های در آب فرورفتهٔ شمنیسم‌های مختلف بازمی‌رسیم و جزئیاتی را در توصیف فردوسی می‌یابیم که فوق‌العاده اهمیت دارند و قبلاً بدان‌ها التفاتی نمی‌شده‌است. اساساً غار یا دهانهٔ زمین که به رحم «مادرزمین» مانند می‌شود یا شیرجه‌زدن در آب در حالت خلسه، عناصری شمنی هستند و احتمال دارد در اساطیر نواحی مختلف جهان به شکل سفر خلسه‌آمیز و عرفانی قهرمان به هادس یا جهان زیرزمینی به چشم برسند. چنان‌که گفتیم در اینجا ثنویت ایرانی و شمنی این قصه توأمان حائز اهمیت است. هادس هرگز با موجودات اهریمنی به یاد نمی‌آمده‌است؛ بااین‌همه نخست نویسندگان یونانی ازجمله ارسطو به هنگام بازگویی باورهای ایرانی دربارهٔ ثنویت، مینوی بد یعنی اهریمن را با هادس و جهان زیرین را با دوزخ یکسان شمرده‌اند.

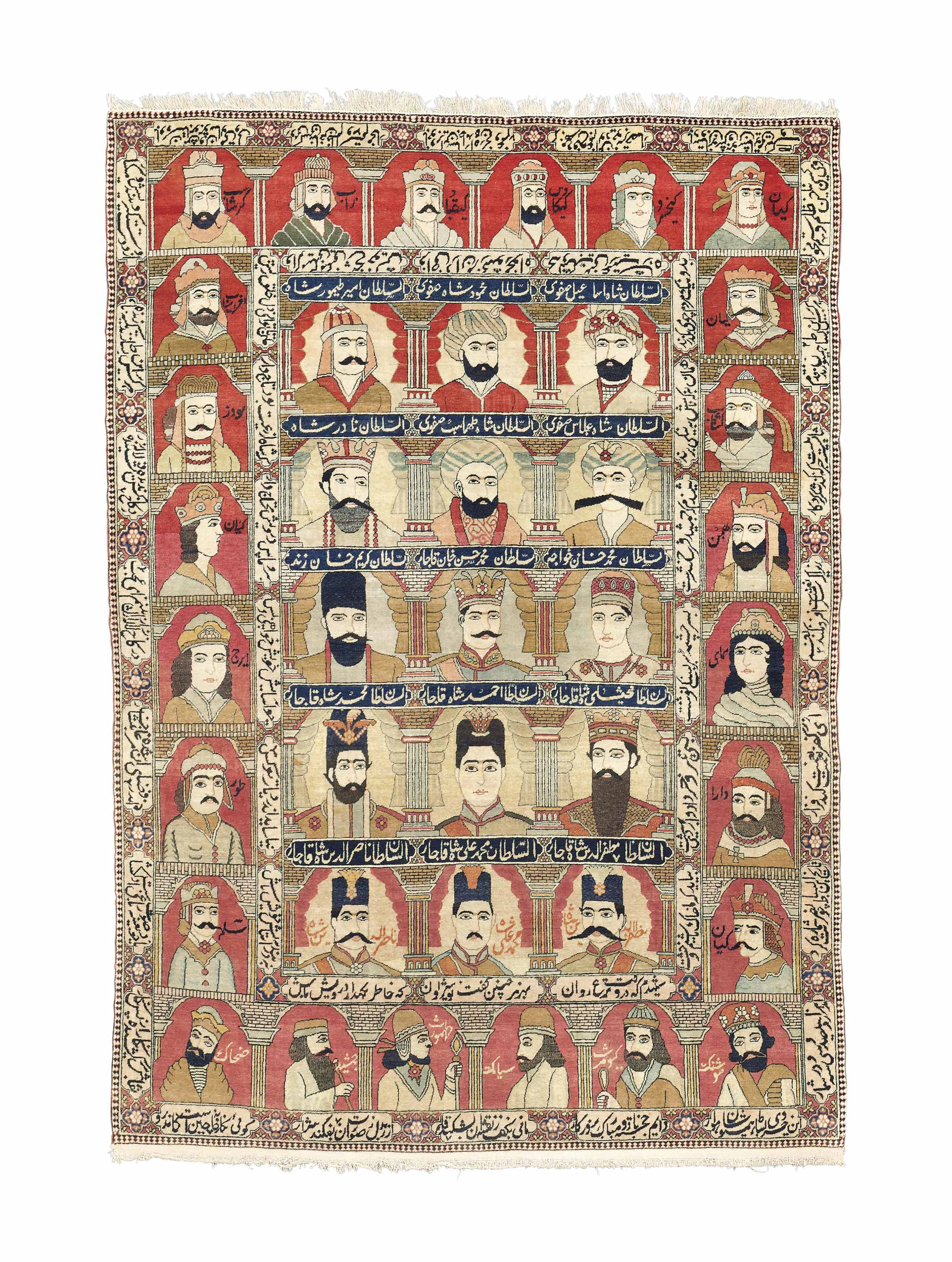
یک فرش کهن کاشانی از دورهٔ قاجاری که دور تا دور آن نقش پادشاهان اسطوره‌ای ایران قرار گرفته‌اند. در میانهٔ آن، نگارهٔ چند تن از شاهان ایران نوین جا داده شده‌است.